# Ласточка (альбом)
«Ласточка» — десятый студийный альбом российской рок-группы «Сансара», выпущенный в 2016 году.

## Об альбоме
Предыдущий альбом группы Сансара был выпущен в октябре 2012 года. В 2015 году лидер коллектива Александр Гагарин выпустил сольный акустический альбом «Пионер». 14 марта 2016 года «Ласточка» стал доступен для предзаказа в iTunes Store, тогда же стала известна дата релиза — 1 апреля. По словам лидера Александра Гагарина, альбом представляет собой смесь акустического альбома «Пионер» и классического рок-альбома «Игла»: «Он и мягкий, и жёсткий. Он про осмысленность, когда всё закончилось — какие-то личные вещи».

## Критика
Алексей Мажаев в своей рецензии для портала InterMedia пишет о влиянии группы «Аквариум», которое заметно в таких песнях как «Ласточка» и «Взять тебя силой», и Виктора Цоя в песнях «Нежность» и «Перед парусом ветер чист». Но, несмотря на это, пишет он, у группы уже давно сформировался собственный узнаваемый стиль, наиболее ярко проявляемый в таких песнях, как, например, «Рандеву».

## Список композиций
| №                   | Название                     | Длительность |
| ------------------- | ---------------------------- | ------------ |
| 1.                  | «Вестерн»                    | 4:05         |
| 2.                  | «Найки»                      | 3:48         |
| 3.                  | «Нежность»                   | 5:06         |
| 4.                  | «Все смотрят только на тебя» | 3:43         |
| 5.                  | «О погоде»                   | 2:14         |
| 6.                  | «Стёкла одного окна»         | 3:35         |
| 7.                  | «Взять тебя силой»           | 2:42         |
| 8.                  | «Малые голландцы»            | 1:57         |
| 9.                  | «Перед парусом ветер чист»   | 2:51         |
| 10.                 | «Рандеву»                    | 3:29         |
| 11.                 | «Ласточка»                   | 3:35         |
| Общая длительность: | Общая длительность:          | 37:05        |